# Focillistis sita
Focillistis sita är en fjärilsart som beskrevs av Felder 1874. Focillistis sita ingår i släktet Focillistis och familjen nattflyn. Inga underarter finns listade i Catalogue of Life.